# Sása (Revúca)
Sása (em alemão: Sachsa bei Großsteffelsdorf; húngaro: Szásza) é um município da Eslováquia, situado no distrito de Revúca, na região de Banská Bystrica. Tem 4,61 km² de área e sua população em 2018 foi estimada em 205 habitantes.

## Demografia
| Ano:        | 1994 | 2004   | 2014    | 2024    |
| ----------- | ---- | ------ | ------- | ------- |
| Broj ljudi: | 126  | 137    | 183     | 220     |
| Razlika:    |      | +8,73% | +33,57% | +20,21% |

| Ano:               | 2023 | 2024   |
| ------------------ | ---- | ------ |
| Número de pessoas: | 214  | 220    |
| Diferença:         |      | +2,80% |